# Округа департамента Сомма
Во французский департамент Сомма входят 4 округа:
- Абвиль (Abbeville)
- Амьен (Amiens)
- Мондидье (Montdidier)
- Перонн (Péronne)